# Voices & Images
Voices & Images è il primo album in studio del gruppo musicale tedesco Camouflage, pubblicato nel 1988.

## Tracce
1. That Smiling Face – 4:51
2. Helpless Helpless – 5:30
3. Neighbours – 3:48
4. The Great Commandment – 4:17
5. Winner Takes Nothing – 5:56
6. Strangers' Thoughts – 4:43
7. From Ay to Bee – 4:37
8. Where Has the Childhood Gone – 3:38
9. Music for Ballerinas – 4:32
10. I Once Had a Dream – 4:57
11. They Catch Secrets – 3:26
12. Pompeji – 3:28